# Кербунешть-Сат
Кербунешть-Сат, Кербунешті-Сат (рум. Cărbunești-Sat) — село у повіті Горж в Румунії. Адміністративно підпорядковане місту Тиргу-Кербунешть.
Село розташоване на відстані 209 км на захід від Бухареста, 23 км на південний схід від Тиргу-Жіу, 72 км на північ від Крайови.

## Населення
За даними перепису населення 2002 року у селі проживали 790 осіб, усі — румуни. Усі жителі села рідною мовою назвали румунську.